# ريتش برايتمان
ريتش برايتمان (بالإنجليزية: Rich Brightman)‏ هو مغن مؤلف أمريكي، ولد في 17 أبريل 1990 في باي شور في الولايات المتحدة.